# 괵튀르크족
괵튀르크족(고대 튀르크어: 𐰛𐰇𐰜⁚𐱅𐰇𐰼𐰰) 또는 돌궐족(突厥族)은 중앙아시아에 거주하던 튀르크 민족으로, 돌궐 제국을 형성한 민족이다.

## 기원
괵튀르크족의 기원문제와 관련해서 튀르크족의 기록이 존재하지 않아 불확실하다. 하지만 한족이 쓴 사서 가운데 주서, 북사, 수서에는 사료가 존재한다. 주서에는 괵튀르크족의 기원과 관련해서 두 가지의 사료가 존재하는데 주서에서는 괵튀르크족은 흉노의 일파이고 그들의 성은 아사나씨(阿史那氏)라고 기술되어 있다. 북사가 전하는 사료의 거의 대부분은 주서에 전하는 주서의 사료의 내용을 거의 옮겨 놓은 것이다. 수서에도 주서와 북사의 내용을 옮겼으나 괵튀르크족의 기원에 대해 사료가 존재하는데 괵튀르크족의 선조는 평양(平涼)에 거주한 잡호이며 성은 아사나씨인데 아사나의 500가(家)가 여여(茹茹)로 이동하여 금산(金山)에 기거하면서 철작(제철)에 종사했다고 전한다.
돌궐인이 지은 오르혼 비석에는 돌궐의 기원에 관한 이야기가 나타나지 않는다. 하지만 돌궐의 민족인 괵튀르크족과 관련하여 중국인들이 기록한 사서 가운데 『주서(周書)』, 『북사(北史)』, 『수서(隋書)』 등에는 사료가 존재한다.
돌궐(突厥)은 대체로 흉노(匈奴)와 다른 갈래[別種]로 성(姓)은 아사나씨(阿史那氏)였다. [흉노와] 달리 부락(部落)을 이루었다. 뒤에 이웃 나라에게 패해 그 족속이 모두 없어졌다. [다만] 한 아이가 있어 나이가 열 살가량이었는데, 병사가 아이가 어린 것을 보고 차마 죽이지 못하고 바로 그의 발[과 팔]을 잘라 풀이 무성한 습지 속에 버렸다. [이에] 암 이리[牝狼] [한 마리]가 고기를 가져다 먹였고, 자라나서는 이리와 교합해 마침내 임신을 하게 되었다. 그 [이웃 나라의] 왕이 이 아이가 여전히 살아 있다는 [소식을] 듣고 다시 [사자를] 보내 [아이를] 죽였다. 사자가 이리가 [그의] 곁에 있는 것을 보고 아울러 이리마저 죽이려고 했다. [그러나] 이리가 마침내 고창국(高昌國)의 [서]북쪽[에 있는] 산으로 도망했다. 그 산에는 동굴이 있었는데, 동굴 안은 평탄한 땅과 무성한 풀이 있었고 그 주위 둘레가 수 백리로 사면이 모두 산으로 둘러싸여 있었다. 이리가 그 속에 숨어 마침내 열 명의 사내아이를 낳았다. 열 명의 사내아이들이 자라 큰 이후에 밖에서 아내를 얻어 임신을 시켜 [아이를 낳았고], 그 후손들이 각각 한 개의 성(姓)을 갖게 되니 아사나도 바로 그중의 하나였다. 자손이 번성해 점차 수백 가에 이르렀다. 몇 세대가 지나 [무리가] 서로 더불어 동굴에서 나와 여여(茹茹)를 섬겼다. [그들은] 금산(金山)의 남쪽[陽]에 살면서 여여를 위해 대장장이[鐵工]로 부려졌다. [그들이 살던] 금산의 모습이 투구[兜鍪]와 비슷했는데, 그들의 말로 투구를 “돌궐”이라 했기 때문에 마침내 이로 인해 이름을 [돌궐로] 했다.— 『주서(周書)』 50권 열전 42제 (자세히 보기)

돌궐(突厥)은 그 조상이 서해(西海)의 서쪽에 살았는데, 독자적인 부락(部落)을 이루었고 대체로 흉노(匈奴)의 다른 갈래(別種)였다. 성은 아사나씨(阿史那氏)였다. 나중에 이웃 나라에게 공격을 받아 패배했는데, 이웃나라가 그 족속을 거의 모두 죽였다. 다만 한 아이가 있어 나이가 겨우 열 살이었는데, 병사가 그가 어린 것을 보고 차마 죽이지 못하고 팔다리를 잘라 풀이 무성한 습지 속에 버렸다. 암 이리(牝狼) 한 마리가 고기를 가져다 먹였고, 그 아이가 자라서 이리와 교합해 마침내 임신을 하게 되었다. 이웃 나라의 왕이 이 아이가 여전히 살아 있다는 소식을 듣고 다시 사람을 보내 아이를 죽였다. 그는 이리가 아이의 곁에 있는 것을 보고 아울러 이리마저 죽이려고 했다. 이때 신령스런 힘(神物)이 있어 이리를 서해의 동쪽으로 보냈고, 날아온 이리가 고창국(高昌國)의 서북쪽 산에 떨어졌다. 그 산에 동굴이 있었는데, 동굴 안에는 평탄한 땅과 무성한 풀이 있었고, 주위의 둘레가 수백 리로 사면이 모두 산으로 둘러싸여 있었다. 이리가 그 속에 숨어 마침내 열 명의 사내아이를 낳았다. 열 명의 사내아이들이 장성해 밖에서 아내를 얻어 임신을 시켜 아이를 낳았고, 그후에 각기 한 개의 성(姓)을 갖게 되니 아사나도 바로 그 중 하나였는데 그가 가장 현명했기 때문에 마침내 군장(君長)이 되었다. 그 까닭에 돌궐인들은 그들의 깃발(牙帳)에 황금으로 된 이리 머리(狼頭纛)를 세워 그 근본을 잊지 않았다는 것을 보여주었다.

점차 부락이 수백 가(家)에 이르렀는데, 몇 세대가 지나 아현설(阿賢設)이라는 사람이 있어 부락을 이끌고 동굴 밖으로 나와 유연(蠕蠕)에 신속했다. 대엽호(大葉護)에 이르러 족속이 점차 강해졌다. 서위(西魏) 말엽에 이리가한(伊利可汗)이 있어 군대를 이끌고 철륵(鐵勒)을 공격하여 크게 패배시키고 5만 여 가(家)를 항복시켰다. 마침내 유연의 임금에게 청혼을 했는데, 유연의 임금인 아나괴(阿那瓌)는 크게 화를 내며 사신을 보내 욕했다. 이리가한은 사신을 벤 다음에 백성들을 이끌고 연연을 습격했다. 이리가한이 죽고 그의 동생 아일가한(阿逸可汗)이 즉위하여 또 유연을 격파했다. 그가 병으로 죽으려 할 때, 그의 아들 섭도(攝圖)를 제쳐두고 동생 사숙(俟叔)이 즉위하니 그를 목간가한(木杆可汗)이라고 불렀다.— 『북사(北史)』 99권 열전 87제

돌궐(突厥)의 조상은 평량(平涼)의 잡호(雜胡)로, 성(姓)은 아사나씨(阿史那氏)였다. 북위(北魏) 태무제(太武帝)가 저거씨(沮渠氏)가 세운 북량(北涼)을 멸망시키자, 휘하의 족장이었던 아사나는 5백 가(家)를 이끌고 유연(茹茹)에게 도망가서 대대로 금산(金山)에 살면서 철을 만드는 일[鐵作]을 업으로 삼았다. 그들이 살던 금산의 생김새가 투구[兜鍪]와 비슷했는데, 그들의 말로 투구[兜鍪]를 “돌궐(突厥)”이라 불렀기 때문에 그것을 이름으로 삼았다...(중략)— 『수서(隋書)』84권 열전 49제 북적

중국 사료에 기록된 돌궐의 신화를 보면 대개 이리를 돌궐의 시조로 삼고 있다는 것을 알 수 있으며, 개중에서도 『북사(北史)』는 돌궐을 흉노의 별종으로 묘사한다. 한편 『주서(周書)』에서는 위의 기록 말고도 돌궐의 전설 중 하나를 달리 서술하고 있는데, 특히 이리를 시조로 한다는 것은 여타 기록들과 비슷하지만 다른 맥락에서 서술한다는 점에서 매우 주목할만한 부분이다.
다른 이야기는 다음과 같다. 돌궐의 조상은 색국(索國)에서 나왔다고 하는데, [그들이 살던 곳은] 흉노의 북쪽에 있었다. 그 부락의 대인(大人)은 아방보(阿謗步)라고 불렸는데, 형제가 17명이었다. 그[중의] 한 [동생]을 이질니사도(伊質泥師都)라고 했는데, [그가] 이리[狼]의 소생이었다. [아]방보 등 [여러 형제들]의 성품이 모두 어리석어 나라가 마침내 [다른 나라에게] 망하게 되었다. [이질]니사도는 일찍부터 특이한 기운을 달리 느낄 수 있었고, 바람과 비를 부를 수 있었다. [이러한 그가] 두 명의 아내를 얻었는데, 즉, 여름 신[夏神]과 겨울 신[冬神]의 딸이었다고 한다. [그중] 한 아내가 임신을 해 네 명의 아들을 낳았다. 그 하나가 흰기러기[白鴻]로 변했고, 그 하나가 아보수(阿輔水)와 검수(劍水)의 사이에 나라를 세워 계골(契骨, 키르기즈)이라 불렀으며 그 하나가 처절수(處折水)에 나라를 세웠고, 그 하나가 천사처절시산(踐斯處折施山)에 살았는데, [그가] 바로 큰아들이었다. 산 위에는 여전히 아방보의 족류들이 살고 있었는데, [그들] 대다수가 추위에 드러나 있었다. 큰아들이 [그들을] 위해 불을 피워 따뜻하게 보살펴 모두를 [추위로부터] 구제해냈다. 마침내 [그들] 모두가 큰아들을 받들어 임금으로 삼고, [나라 이름을] 돌궐(突厥)이라고 부르니, [그 큰아들이] 바로 눌도륙설(訥都六設)이 되었다. 눌도륙[설]이 열 명의 아내를 얻어 [그 아내들이] 낳은 아들들이 모두 어머니 족속[의 성]을 따라서 [자신의] 성을 갖게 되었는데, [그중에 하나인] 아사나가 그 후처의 아들이었다. 눌도륙[설]이 죽자 10명의 어미[가 낳은] 아들들 가운데 한 명을 뽑아 [임금으로] 세우기로 하고, 바로 서로 [무리를] 이끌고 커다란 나무 아래에 모여 같이 약속하며 말하기를 나무를 향해 뛰어 올라 가장 높게 뛰는 사람을 바로 추대하자고 했다. [이에] 아사나[라는 성을 가진 후처]의 아들이 비록 나이가 어렸지만 가장 높이 뛴 사람이라 여러 아들들이 [그를] 받들어 임금으로 삼고 아현설(阿賢設)이라 불렀다. 이것은 비록 [그 내용이] 다르나 [돌궐이] 이리[狼]의 후예라는 것은 결국 같다.— 『주서(周書)』 50권 열전 42제 (자세히 보기)

아메리칸 헤리티지 사전(American Heritage Dictionary)에 따르면 돌궐어로 튀르크(Türk)는 '강하다'라는 의미이다.

## 괵튀르크족의 국가
- 돌궐 카간국(551년–583년)
  - 서돌궐(583년–659년)
  - 동돌궐(583년–644년)

## 같이 보기
- 하자르